# Harvest Moon: Magical Melody
Harvest Moon: Magical Melody (牧場物語 しあわせの詩 for ワールド Bokujō Monogatari: Shiawase no Uta for Wārudo?, "Farm Story: Sång/Poem Lycka till världen") är ett socialt simuleringsdatorspel för GameCube och Wii utvecklat av Marvelous Interactive.